# Symfonie nr. 1 (Jacob)
Gordon Jacob componeerde zijn Symfonie nr. 1 in 1929 ter nagedachtenis aan zijn broer Anstey, die tijdens de Eerste Wereldoorlog omkwam aan het front aan de Somme. De toenmalige dirigent van de Proms, Henry Wood wilde de première geven, maar werd door hogerhand tegengehouden, Wood complimenteerd Jacob wel met het resultaat. Uiteindelijk werd het derde deel voor het eerst uitgevoerd op 6 september 1934 door het London Philharmonic Orchestra. De symfonie was toen nog steeds niet uitgegeven. Kerndeel van het werk is het tweede deel waarin een treurmars wordt gespeeld. Men vermoedt dat de Jacob voor een vijfdelige structuur heeft gekozen om te voorkomen dat het werk als totaal te somber werd, het scherzo is vrolijk van klank.

## Delen
1. Allegro e molto resoluto
2. Lento e mesto
3. Scherzo – Allegro molto
4. Larghetto – allegro moderato- larghetto
5. Allegro con fuoco

## Bron en discografie
- Uitgave Lyrita records : London Philharmonic Orchestra o.l.v. Barry Wordsworth; een opname-première.